# Taksensand Fyr
Taksensand Fyr (staves også Taxensand Fyr) er et fyrtårn drevet af Farvandsvæsenet, beliggende for enden af vejen Stenkobbel i den sydlige del af Nørreskoven på østsiden af øen Als.
Taksensand Fyr blev oprettet i 1905, da Sønderjylland var en del af Tyskland. Det var ved opførelsen et 32 m højt tårn, som ved en ombygning i 1953 blev kortet af til fyrets nuværende højde på 19 meter. Tårnet er rundt og hvidkalket, dog undtaget den bastante kampestenssokkel, der står i rå granit. I 1989 gennemgik fyret en gennemgribende restaurering.
Taksensand Fyr blev overtaget af det danske fyrvæsen ved genforeningen i 1920. Ved overtagelsen var fyret forsynet med linseapparat og glødenetsbrænder til petroleum, og der anvendtes jalousier til frembringelse af blinkene. Sidstnævnte konstruktion ændredes i 1923 til en rotator.
Fyret er placeret direkte på strandbredden og er skjult fra landsiden af skovbevoksning. Fra begyndelsen er der anlagt en stålbro fra skovkanten til tårnets grundsokkel, som muliggør en rundgang på sokkelplatformen. Overfor broindgangen befinder indgangsdøren til det hvidmalede tårn sig. Grundsokkelen består af mark og granitsten.
I maj 1944 holdt 30 tyske soldater kystvagt ved fyrtårnet. Ved udgangen af 1944 var dette tal sunket til kun 7 mand.

1989 gennemgik fyret en gennemgribende restaurering.

Taksensand fyrpasserbolig blev nedrevet i 1992. Boligen var næsten identisk med anlægget ved Nordborg Fyr. Fyrpasserassistentboligen nordvest for fyret er i nutiden et privat sommerhus.
Fyret kan ses i filmen I krig & kærlighed fra 2018.
PostNord udgav den 16. maj 2019 en frimærkeserie, der viser fem danske fyrtårne, med Taksensand Fyr som den ene af de fem. Alle frimærker er i værdien 10 kr.